# Jardim do Mulato
Jardim do Mulato é um município brasileiro do estado do Piauí.

## História
Jardim do Mulato é um município que foi emancipado em 29 de abril de 1992. Até então era um Povoado chamado de "Mulato" e pertencia a vizinha cidade de Regeneração (Piauí). O povoado surgiu na segunda metade do século XIX, quando cearenses faziam rota comercial pelo local em direção a Caxias. Eles se hospedavam na casa de um senhor mulato e os viajantes, o tratavam por esse apelido. Daí a origem de "Mulato". Os primeiros habitantes da região onde se instalou o povoado, foram os índios Bragady. Logo depois, várias famílias se instalaram no local e o povoado foi se desenvolvendo a ponto de tornar-se independente.

## Lista de prefeitos
| Eleição | Relação dos prefeitos eleitos | Partido |
| 1992    | Jerônimo Soares de Sousa      | PFL     |
| 1996    | Demerval Soares de Sousa      | PFL     |
| 2000    | Paulo Rodrigues de Moraes     | PSDB    |
| 2004    | Jerônimo Soares de Sousa      | PFL     |
| 2006    | Nalianio Neiva                | PMDB    |
| 2007    | Raimundo Renas Alves Vieira   | PT      |
| 2007    | Paulo Rodrigues de Moraes     | PSDB    |
| 2008    | Eugênio Pacceli Chantal Nunes | PTB     |
| 2012    | Airton José da Costa Veloso   | PSB     |
| 2016    | Airton José da Costa Veloso   | PT      |
| 2020    | Dejair Lima de Sousa          | PP      |
| 2024    | Dejair Lima de Sousa          | PP      |

## Geografia
O município de Jardim do Mulato tem uma área territorial de 509,851 km² quadrados e está localizado na microrregião do Médio Parnaíba Piauiense e está a uma latitude 06º05'56" sul e a uma longitude 42º37'49" oeste, estando a uma altitude de 0 metros. Sua população estimada em 2010 é de 4.309 habitantes.
O município faz limites:
A Sul com o município de Regeneração-PI,
Ao Norte com o município de Hugo Napoleão, a Leste com os municípios de Elesbão Veloso e Passagem Franca do Piauí, a Oeste com os município de Angical do Piuaí, São Gonçalo do Piauí e Santo Antonio dos Milagres.

## Religião
A religião predominante no município é a católica, embora existam as igrejas evangélicas com várias denominações: Assembleia de Deus,entre as evangélicas é a maior em números de fiéis; Deus é Amor; Batista; Adventista do 7º Dia, Assembleia de Deus Ministério de Madureira; e, Semeando com Cristo.
A maior festa religiosa é a do padroeiro São José que embora seu dia seja 19 de março, no município o festejo é realizado entre os dias 12 e 22 de julho. é realizado também o festejo de Santa Luzia no bairro Mulato Velho entre os dias 1º e 14 de dezembro.